# Campionatul Mondial de Handbal Feminin din 2021 - Barajele de calificare
Calificările europene pentru Campionatul Mondial de Handbal Feminin din 2021, care se va desfășura în Spania, au avut loc în două tururi. Spania, gazda din 2021, precum și Țările de Jos, deținătoarea titlului din 2019, s-au calificat automat la campionatul mondial. De asemenea, echipele care s-au clasat pe primele patru locuri la Campionatul European de Handbal Feminin din 2020 s-au calificat direct și ele la Campionatul Mondial. În total, la turneul final vor participa 16 echipe europene. Celelalte 10 echipe europene care vor lua parte la competiția din Spania au fost decise în cele două faze ale turneelor de calificare europene. 
În primul tur de calificare, 17 echipe care nu au participat la Campionatul European din 2020 au fost distribuite în două grupe grupe de câte patru, respectiv trei grupe de câte trei echipe. Echipele clasate pe primele două locuri în fiecare grupă au avansat în al doilea tur de calificare, unde li s-au adăugat cele 10 echipe care au participat la Campionatul European, distribuite direct în acest tur. Cele 20 de echipe au jucat meciuri de baraj pentru a decide restul de 10 echipe europene care s-au calificat la campionatul mondial.

## Faza 1 de calificare
Tragerea la sorți pentru faza 1 de calificare s-a desfășurat pe 8 iulie 2020, la sediul EHF de la Viena, în Austria, și a fost transmisă în direct pe canalul YouTube al EHF.

### Distribuția
Distribuția echipelor în urnele valorice a fost anunțată pe 7 iulie 2020.
| Urna 1                                                    | Urna a 2-a                                        | Urna a 3-a                                             | Urna a 4-a         |
| --------------------------------------------------------- | ------------------------------------------------- | ------------------------------------------------------ | ------------------ |
| Austria · Belarus · Slovacia · Turcia · Macedonia de Nord | Ucraina · Italia · Elveția · Islanda · Portugalia | Lituania · Insulele Feroe · Kosovo · Israel · Finlanda | Grecia · Luxemburg |

În urma tragerii la sorți au rezultat următoarele grupe:
| Grupa 1                                 | Grupa a 2-a                                     | Grupa a 3-a                    | Grupa a 4-a               | Grupa a 5-a                        |
| --------------------------------------- | ----------------------------------------------- | ------------------------------ | ------------------------- | ---------------------------------- |
| Slovacia · Ucraina · Israel · Luxemburg | Macedonia de Nord · Islanda · Lituania · Grecia | Turcia · Portugalia · Finlanda | Austria · Italia · Kosovo | Belarus · Elveția · Insulele Feroe |

Echipele clasate pe primele două locuri în grupele fazei 1 de calificare au avansat în faza a 2-a, cea a barajelor de calificare la Campionatul Mondial.
Tragerea la sorți pentru găzduirea grupelor de calificare a avut loc tot pe 8 iulie 2020.
Pe 13 noiembrie 2020, EHF a decis amânarea până în luna martie 2021 a meciurilor din această fază de calificare, programate inițial în decembrie 2020, din cauza pandemiei de COVID-19.

### Grupa 1
Luxemburg a câștigat dreptul de găzduire a meciurilor grupei 1, care s-au desfășurat în capitala Luxemburg, între 19 și 21 martie 2021.
| Loc | Echipa        | MJ | V | E | Î | GM  | GP | DG  | Pct | Calificare |
| --- | ------------- | -- | - | - | - | --- | -- | --- | --- | ---------- |
| 1   | Slovacia      | 3  | 3 | 0 | 0 | 105 | 64 | +41 | 6   | Faza a 2-a |
| 2   | Ucraina       | 3  | 2 | 0 | 1 | 87  | 76 | +11 | 4   | Faza a 2-a |
| 3   | Israel        | 3  | 1 | 0 | 2 | 65  | 86 | −21 | 2   |            |
| 4   | Luxemburg (H) | 3  | 0 | 0 | 3 | 56  | 87 | −31 | 0   |            |

| 19 martie 2021 17:00 | Slovacia   | 31 – 28 | Ucraina   | d'Coque, Luxemburg Asistență: 0 Arbitri: Kijauskaitė, Žalienė |
| 19 martie 2021 17:00 | Szarková 7 | (14–13) | Smolîng 9 | d'Coque, Luxemburg Asistență: 0 Arbitri: Kijauskaitė, Žalienė |
| 19 martie 2021 17:00 | 4× 1×      | Raport  | 5× 2×     | d'Coque, Luxemburg Asistență: 0 Arbitri: Kijauskaitė, Žalienė |

| 19 martie 2021 19:30 | Israel   | 22 – 18 | Luxemburg | d'Coque, Luxemburg Asistență: 0 Arbitri: Fahner, Kubis |
| 19 martie 2021 19:30 | Vakrat 6 | (11–6)  | Wirtz 5   | d'Coque, Luxemburg Asistență: 0 Arbitri: Fahner, Kubis |
| 19 martie 2021 19:30 | 5×       | Raport  | 5× 1×     | d'Coque, Luxemburg Asistență: 0 Arbitri: Fahner, Kubis |

| 20 martie 2021 15:30 | Slovacia | 37 – 19 | Israel   | d'Coque, Luxemburg Asistență: 0 Arbitri: Fahner, Kubis |
| 20 martie 2021 15:30 | Lancz 10 | (18–11) | Vakrat 5 | d'Coque, Luxemburg Asistență: 0 Arbitri: Fahner, Kubis |
| 20 martie 2021 15:30 | 4× 1×    | Raport  | 5×       | d'Coque, Luxemburg Asistență: 0 Arbitri: Fahner, Kubis |

| 20 martie 2021 18:00 | Ucraina   | 28 – 21 | Luxemburg | d'Coque, Luxemburg Asistență: 0 Arbitri: Kijauskaitė, Žalienė |
| 20 martie 2021 18:00 | Smolîng 8 | (14–12) | Welter 5  | d'Coque, Luxemburg Asistență: 0 Arbitri: Kijauskaitė, Žalienė |
| 20 martie 2021 18:00 | 6×        | Raport  | 5× 2×     | d'Coque, Luxemburg Asistență: 0 Arbitri: Kijauskaitė, Žalienė |

| 21 martie 2021 15:30 | Ucraina    | 31 – 24 | Israel   | d'Coque, Luxemburg Asistență: 0 Arbitri: Fahner, Kubis |
| 21 martie 2021 15:30 | Volovnik 7 | (16–10) | Vakrat 8 | d'Coque, Luxemburg Asistență: 0 Arbitri: Fahner, Kubis |
| 21 martie 2021 15:30 | 3× 2×      | Raport  | 3×       | d'Coque, Luxemburg Asistență: 0 Arbitri: Fahner, Kubis |

| 21 martie 2021 18:00 | Luxemburg | 17 – 37 | Slovacia       | d'Coque, Luxemburg Asistență: 0 Arbitri: Kijauskaitė, Žalienė |
| 21 martie 2021 18:00 | Welter 4  | (10–16) | Patrnčiaková 7 | d'Coque, Luxemburg Asistență: 0 Arbitri: Kijauskaitė, Žalienė |
| 21 martie 2021 18:00 | 5× 1×     | Raport  | 4× 2×          | d'Coque, Luxemburg Asistență: 0 Arbitri: Kijauskaitė, Žalienė |

### Grupa a 2-a
Inițial, Grecia a câștigat dreptul de găzduire a meciurilor grupei a 2-a, însă ulterior s-a retras, iar partidele s-au desfășurat în capitala Macedoniei de Nord, Skopje, între 19 și 21 martie 2021.
| Loc | Echipa                | MJ | V | E | Î | GM | GP | DG  | Pct | Calificare |
| --- | --------------------- | -- | - | - | - | -- | -- | --- | --- | ---------- |
| 1   | Macedonia de Nord (H) | 3  | 3 | 0 | 0 | 75 | 57 | +18 | 6   | Faza a 2-a |
| 2   | Islanda               | 3  | 2 | 0 | 1 | 81 | 66 | +15 | 4   | Faza a 2-a |
| 3   | Lituania              | 3  | 1 | 0 | 2 | 71 | 90 | −19 | 2   |            |
| 4   | Grecia                | 3  | 0 | 0 | 3 | 64 | 78 | −14 | 0   |            |

| 19 martie 2021 17:45 | Macedonia de Nord | 24 – 17 | Islanda                              | Centrul Sportiv „Jane Sandanski”, Skopje Asistență: 0 Arbitri: Ciulei, Stoia |
| 19 martie 2021 17:45 | Ristovska 11      | (11–8)  | Jónsdóttir, Júlíusdóttir, Thompson 3 | Centrul Sportiv „Jane Sandanski”, Skopje Asistență: 0 Arbitri: Ciulei, Stoia |
| 19 martie 2021 17:45 |                   | Raport  | 2× 1×                                | Centrul Sportiv „Jane Sandanski”, Skopje Asistență: 0 Arbitri: Ciulei, Stoia |

| 19 martie 2021 19:45 | Lituania | 27 – 26 | Grecia    | Centrul Sportiv „Jane Sandanski”, Skopje Asistență: 0 Arbitri: Ivanović, Vujisić |
| 19 martie 2021 19:45 | Šponė 6  | (12–12) | Zygoura 7 | Centrul Sportiv „Jane Sandanski”, Skopje Asistență: 0 Arbitri: Ivanović, Vujisić |
| 19 martie 2021 19:45 | 3× 2×    | Raport  | 6× 1×     | Centrul Sportiv „Jane Sandanski”, Skopje Asistență: 0 Arbitri: Ivanović, Vujisić |

| 20 martie 2021 17:45 | Macedonia de Nord | 31 – 21 | Lituania        | Centrul Sportiv „Jane Sandanski”, Skopje Asistență: 0 Arbitri: Ivanović, Vujisić |
| 20 martie 2021 17:45 | Ristovska 8       | (15–12) | Sparnauskaitė 5 | Centrul Sportiv „Jane Sandanski”, Skopje Asistență: 0 Arbitri: Ivanović, Vujisić |
| 20 martie 2021 17:45 | 6× 2× 1×          | Raport  | 4× 2×           | Centrul Sportiv „Jane Sandanski”, Skopje Asistență: 0 Arbitri: Ivanović, Vujisić |

| 20 martie 2021 19:45 | Islanda      | 31 – 19 | Grecia            | Centrul Sportiv „Jane Sandanski”, Skopje Asistență: 0 Arbitri: Ciulei, Stoia |
| 20 martie 2021 19:45 | Jónsdóttir 7 | (15–7)  | Chatziparasidou 4 | Centrul Sportiv „Jane Sandanski”, Skopje Asistență: 0 Arbitri: Ciulei, Stoia |
| 20 martie 2021 19:45 | 2× 3×        | Raport  | 1× 3×             | Centrul Sportiv „Jane Sandanski”, Skopje Asistență: 0 Arbitri: Ciulei, Stoia |

| 21 martie 2021 17:45 | Grecia            | 19 – 20 | Macedonia de Nord | Centrul Sportiv „Jane Sandanski”, Skopje Asistență: 0 Arbitri: Ciulei, Stoia |
| 21 martie 2021 17:45 | Chatziparasidou 6 | (13–10) | Ristovska 10      | Centrul Sportiv „Jane Sandanski”, Skopje Asistență: 0 Arbitri: Ciulei, Stoia |
| 21 martie 2021 17:45 | 1×                | Raport  | 3× 1×             | Centrul Sportiv „Jane Sandanski”, Skopje Asistență: 0 Arbitri: Ciulei, Stoia |

| 21 martie 2021 19:45 | Islanda    | 33 – 23 | Lituania     | Centrul Sportiv „Jane Sandanski”, Skopje Asistență: 0 Arbitri: Ivanović, Vujisić |
| 21 martie 2021 19:45 | Thompson 6 | (19–9)  | Repečkaitė 8 | Centrul Sportiv „Jane Sandanski”, Skopje Asistență: 0 Arbitri: Ivanović, Vujisić |
| 21 martie 2021 19:45 | 7× 2×      | Raport  | 4× 1×        | Centrul Sportiv „Jane Sandanski”, Skopje Asistență: 0 Arbitri: Ivanović, Vujisić |

### Grupa a 3-a
În urma tragerii la sorți, Turcia urma să găzduiască meciurile grupei a 3-a, care nu s-au mai desfășurat.
| Loc | Echipa     | MJ | V | E | Î | GM | GP | DG | Pct | Calificare |
| --- | ---------- | -- | - | - | - | -- | -- | -- | --- | ---------- |
| 1   | Turcia     | 0  | 0 | 0 | 0 | 0  | 0  | 0  | 0   | Faza a 2-a |
| 2   | Portugalia | 0  | 0 | 0 | 0 | 0  | 0  | 0  | 0   | Faza a 2-a |
| 3   | Finlanda   | 0  | 0 | 0 | 0 | 0  | 0  | 0  | 0   | Retrasă    |

1. ↑  Finlanda s-a retras înainte de începerea competiției.[7]

### Grupa a 4-a
Austria a câștigat dreptul de găzduire a meciurilor grupei a 4-a, care s-au desfășurat în orașul Maria Enzersdorf, între 19 și 21 martie 2021. 
| Loc | Echipa  | MJ | V | E | Î | GM | GP | DG  | Pct | Calificare |
| --- | ------- | -- | - | - | - | -- | -- | --- | --- | ---------- |
| 1   | Austria | 2  | 2 | 0 | 0 | 63 | 42 | +21 | 4   | Faza a 2-a |
| 2   | Italia  | 2  | 1 | 0 | 1 | 46 | 59 | −13 | 2   | Faza a 2-a |
| 3   | Kosovo  | 2  | 0 | 0 | 2 | 42 | 50 | −8  | 0   |            |

| 19 martie 2021 18:10 | Kosovo     | 20 – 26 | Austria    | BSFZ Südstadt, Maria Enzersdorf Arbitri: Cipov, Klus |
| 19 martie 2021 18:10 | Gjikokaj 6 | (12–11) | Reichert 9 | BSFZ Südstadt, Maria Enzersdorf Arbitri: Cipov, Klus |
| 19 martie 2021 18:10 | 6× 2×      | Raport  | 4× 1×      | BSFZ Südstadt, Maria Enzersdorf Arbitri: Cipov, Klus |

| 20 martie 2021 18:00 | Italia                          | 24 – 22 | Kosovo   | BSFZ Südstadt, Maria Enzersdorf Arbitri: Cipov, Klus |
| 20 martie 2021 18:00 | Babbo, Dalla Costa, Del Balzo 5 | (11–10) | Kameri 6 | BSFZ Südstadt, Maria Enzersdorf Arbitri: Cipov, Klus |
| 20 martie 2021 18:00 | 7× 2×                           | Raport  | 3× 1×    | BSFZ Südstadt, Maria Enzersdorf Arbitri: Cipov, Klus |

| 21 martie 2021 16:30 | Austria     | 37 – 22 | Italia               | BSFZ Südstadt, Maria Enzersdorf Arbitri: Cipov, Klus |
| 21 martie 2021 16:30 | Reichert 10 | (20–8)  | Del Balzo, Djiogap 6 | BSFZ Südstadt, Maria Enzersdorf Arbitri: Cipov, Klus |
| 21 martie 2021 16:30 | 3× 1×       | Raport  | 5× 1×                | BSFZ Südstadt, Maria Enzersdorf Arbitri: Cipov, Klus |

### Grupa a 5-a
Belarus a câștigat dreptul de găzduire a meciurilor grupei a 5-a, care s-au desfășurat în capitala Minsk, între 19 și 21 martie 2021. 
| Loc | Echipa         | MJ | V | E | Î | GM | GP | DG  | Pct | Calificare |
| --- | -------------- | -- | - | - | - | -- | -- | --- | --- | ---------- |
| 1   | Elveția        | 2  | 1 | 1 | 0 | 51 | 43 | +8  | 3   | Faza a 2-a |
| 2   | Belarus (H)    | 2  | 1 | 1 | 0 | 46 | 38 | +8  | 3   | Faza a 2-a |
| 3   | Insulele Feroe | 2  | 0 | 0 | 2 | 31 | 47 | −16 | 0   |            |

| 19 martie 2021 18:00 | Insulele Feroe      | 13 – 21 | Belarus        | Cijouka-Arena, Minsk Asistență: 350 Arbitri: Duplîi, Pobedrina |
| 19 martie 2021 18:00 | Henneberg Joensen 3 | (7–15)  | Ilina, Kulak 4 | Cijouka-Arena, Minsk Asistență: 350 Arbitri: Duplîi, Pobedrina |
| 19 martie 2021 18:00 | 6× 2× 1×            | Raport  | 2× 3×          | Cijouka-Arena, Minsk Asistență: 350 Arbitri: Duplîi, Pobedrina |

| 20 martie 2021 16:00 | Elveția   | 26 – 18 | Insulele Feroe          | Cijouka-Arena, Minsk Asistență: 130 Arbitri: Duplîi, Pobedrina |
| 20 martie 2021 16:00 | Kündig 11 | (14–11) | Armgarðsdóttir, Weyhe 4 | Cijouka-Arena, Minsk Asistență: 130 Arbitri: Duplîi, Pobedrina |
| 20 martie 2021 16:00 | 6× 2×     | Raport  | 5× 2×                   | Cijouka-Arena, Minsk Asistență: 130 Arbitri: Duplîi, Pobedrina |

| 21 martie 2021 16:00 | Belarus | 25 – 25 | Elveția | Cijouka-Arena, Minsk Asistență: 550 Arbitri: Duplîi, Pobedrina |
| 21 martie 2021 16:00 | Kulak 8 | (15–14) | Hodel 9 | Cijouka-Arena, Minsk Asistență: 550 Arbitri: Duplîi, Pobedrina |
| 21 martie 2021 16:00 | 3× 2×   | Raport  | 3×      | Cijouka-Arena, Minsk Asistență: 550 Arbitri: Duplîi, Pobedrina |

## Faza a 2-a de calificare
Echipele calificate din Faza 1 și cele distribuite direct în Faza a 2-a au jucat meciuri pe teren propriu și în deplasare în urma cărora au fost decise participantele la turneul final.
Echipe calificate din Faza 1
| - Portugalia - Turcia - Slovacia - Elveția - Belarus | - Macedonia de Nord - Austria - Italia - Ucraina - Islanda |

### Distribuția în urnele valorice
| Urna valorică 1 (primele 10 echipe de la CE 2020 care nu s-au calificat direct)                  | Urna valorică 2 (10 echipe din prima fază de calificare)                                                      |
| ------------------------------------------------------------------------------------------------ | --- |
| Cehia · Germania · Muntenegru · Polonia · România · Rusia · Serbia · Slovenia · Suedia · Ungaria | Austria · Belarus · Islanda · Italia · Elveția · Macedonia de Nord · Portugalia · Slovacia · Turcia · Ucraina |

### Tragerea la sorți
Tragerea la sorți pentru stabilirea meciurilor de baraj europene a avut loc pe 22 martie 2021 și a fost difuzată în direct pe contul YouTube al Federației Europene de Handbal.
În urma tragerii la sorți a rezultat următorul program:

### Program
| Echipa 1   | Scor gen. | Echipa 2          | Tur   | Retur |
| ---------- | --------- | ----------------- | ----- | ----- |
| Turcia     | 47 – 80   | Rusia             | 23–35 | 24–45 |
| Cehia      | 55 – 49   | Elveția           | 27–27 | 28–22 |
| Slovenia   | 45 – 35   | Islanda           | 24–14 | 21–21 |
| Slovacia   | 44 – 58   | Serbia            | 19–26 | 25–32 |
| Ucraina    | 40 – 50   | Suedia            | 14–28 | 26–22 |
| Austria    | 58 – 55   | Polonia           | 29–29 | 29–26 |
| Ungaria    | 90 – 31   | Italia            | 46–19 | 41–12 |
| România    | 68 – 42   | Macedonia de Nord | 33–22 | 35–20 |
| Portugalia | 50 – 66   | Germania          | 27–32 | 23–34 |
| Muntenegru | 55 – 47   | Belarus           | 29–23 | 26–24 |

### Partide
| 16 aprilie 2021 16:30 | Turcia  | 23 – 35 | Rusia       | Hasan Dağı Spor Salonu, Aksaray Asistență: 220 Arbitri: Buțkevici, Buțkevici |
| 16 aprilie 2021 16:30 | Aydın 5 | (8–16)  | Dmitrieva 7 | Hasan Dağı Spor Salonu, Aksaray Asistență: 220 Arbitri: Buțkevici, Buțkevici |
| 16 aprilie 2021 16:30 | 4× 2×   | Raport  | 4× 2×       | Hasan Dağı Spor Salonu, Aksaray Asistență: 220 Arbitri: Buțkevici, Buțkevici |

| 20 aprilie 2021 18:30 | Rusia      | 45 – 24 | Turcia          | Palatul Sporturilor „Dinamo”, Moscova Arbitri: Aghakishi, Aghakishi |
| 20 aprilie 2021 18:30 | Samohina 7 | (24–13) | Akgün Göktepe 6 | Palatul Sporturilor „Dinamo”, Moscova Arbitri: Aghakishi, Aghakishi |
| 20 aprilie 2021 18:30 | 5× 1×      | Raport  | 4× 2×           | Palatul Sporturilor „Dinamo”, Moscova Arbitri: Aghakishi, Aghakishi |

| 17 aprilie 2021 20:10 | Cehia     | 27 – 27 | Elveția  | ROBE Aréna, Zubří Asistență: 0 Arbitri: Lidacka, Lesiak |
| 17 aprilie 2021 20:10 | Hrbková 9 | (12–14) | Kündig 8 | ROBE Aréna, Zubří Asistență: 0 Arbitri: Lidacka, Lesiak |
| 17 aprilie 2021 20:10 | 5× 1×     | Raport  | 4× 1×    | ROBE Aréna, Zubří Asistență: 0 Arbitri: Lidacka, Lesiak |

| 20 aprilie 2021 20:15 | Elveția | 22 – 28 | Cehia        | Mobiliar Arena, Gümligen Arbitri: Merz, Kuttler |
| 20 aprilie 2021 20:15 | Kähr 5  | (11–14) | Jeřábková 15 | Mobiliar Arena, Gümligen Arbitri: Merz, Kuttler |
| 20 aprilie 2021 20:15 | 3× 1×   | Raport  | 3× 1×        | Mobiliar Arena, Gümligen Arbitri: Merz, Kuttler |

| 17 aprilie 2021 17:30 | Slovenia   | 24 – 14 | Islanda    | Športni park Kodeljevo, Ljubljana Arbitri: Metalari, Nikolovski |
| 17 aprilie 2021 17:30 | Omoregie 9 | (13–7)  | Thompson 5 | Športni park Kodeljevo, Ljubljana Arbitri: Metalari, Nikolovski |
| 17 aprilie 2021 17:30 | 2× 1×      | Raport  | 3× 1×      | Športni park Kodeljevo, Ljubljana Arbitri: Metalari, Nikolovski |

| 21 aprilie 2021 21:45 | Islanda        | 21 – 21 | Slovenia | Íþróttamiðstöð Hauka, Hafnarfjörður Arbitri: Smajlagić, Smajlagić |
| 21 aprilie 2021 21:45 | Júlíusdóttir 5 | (8–9)   | Stanko 8 | Íþróttamiðstöð Hauka, Hafnarfjörður Arbitri: Smajlagić, Smajlagić |
| 21 aprilie 2021 21:45 | 2× 1×          | Raport  | 3× 1×    | Íþróttamiðstöð Hauka, Hafnarfjörður Arbitri: Smajlagić, Smajlagić |

| 17 aprilie 2021 18:00 | Slovacia | 19 – 26 | Serbia      | Mestská Športová Hala, Šaľa Asistență: 0 Arbitri: Năstase, Stancu |
| 17 aprilie 2021 18:00 | Lancz 6  | (10–11) | Kovačević 8 | Mestská Športová Hala, Šaľa Asistență: 0 Arbitri: Năstase, Stancu |
| 17 aprilie 2021 18:00 | 4× 1×    | Raport  | 3× 1×       | Mestská Športová Hala, Šaľa Asistență: 0 Arbitri: Năstase, Stancu |

| 21 aprilie 2021 18:00 | Serbia                 | 32 – 25 | Slovacia | Sportski centar Voždovac, Belgrad Asistență: 0 Arbitri: Alpaidze, Berezkina |
| 21 aprilie 2021 18:00 | Cvijić, Krpež Šlezak 7 | (13–12) | Lancz 6  | Sportski centar Voždovac, Belgrad Asistență: 0 Arbitri: Alpaidze, Berezkina |
| 21 aprilie 2021 18:00 | 5× 1×                  | Raport  | 1×       | Sportski centar Voždovac, Belgrad Asistență: 0 Arbitri: Alpaidze, Berezkina |

| 17 aprilie 2021 16:00 | Ucraina   | 14 – 28 | Suedia    | Palatul Sporturilor, Kiev Asistență: 0 Arbitri: Hatipoğlu, Şimşek |
| 17 aprilie 2021 16:00 | Smoling 4 | (7–15)  | Roberts 4 | Palatul Sporturilor, Kiev Asistență: 0 Arbitri: Hatipoğlu, Şimşek |
| 17 aprilie 2021 16:00 | 3× 2×     | Raport  | 3× 1×     | Palatul Sporturilor, Kiev Asistență: 0 Arbitri: Hatipoğlu, Şimşek |

| 21 aprilie 2021 18:10 | Suedia      | 22 – 26 | Ucraina   | Sparbanken Skåne Arena, Lund Arbitri: Barysas, Petrušis |
| 21 aprilie 2021 18:10 | Andersson 6 | (9–14)  | Smoling 5 | Sparbanken Skåne Arena, Lund Arbitri: Barysas, Petrušis |
| 21 aprilie 2021 18:10 | 3×          | Raport  | 2×        | Sparbanken Skåne Arena, Lund Arbitri: Barysas, Petrušis |

| 16 aprilie 2021 18:10 | Austria    | 29 – 29 | Polonia | BSFZ Südstadt, Maria Enzersdorf Asistență: 0 Arbitri: Simone, Monitillo |
| 16 aprilie 2021 18:10 | Neidhart 8 | (13–13) | Nosek 6 | BSFZ Südstadt, Maria Enzersdorf Asistență: 0 Arbitri: Simone, Monitillo |
| 16 aprilie 2021 18:10 | 2×         | Raport  | 5×      | BSFZ Südstadt, Maria Enzersdorf Asistență: 0 Arbitri: Simone, Monitillo |

| 20 aprilie 2021 18:00 | Polonia        | 26 – 29 | Austria | Mareckie Centrum Edukacyjno-Rekreacyjne, Marki Asistență: 0 Arbitri: Sá, Sá |
| 20 aprilie 2021 18:00 | Kudłacz-Gloc 6 | (11–15) | Frey 10 | Mareckie Centrum Edukacyjno-Rekreacyjne, Marki Asistență: 0 Arbitri: Sá, Sá |
| 20 aprilie 2021 18:00 | 3× 2×          | Raport  | 2×      | Mareckie Centrum Edukacyjno-Rekreacyjne, Marki Asistență: 0 Arbitri: Sá, Sá |

| 16 aprilie 2021 16:00 | Ungaria    | 46 – 19 | Italia           | ÉRD Aréna, Érd Asistență: 0 Arbitri: Fukala, Mohyla |
| 16 aprilie 2021 16:00 | Klujber 10 | (23–10) | Babbo, Rotondo 5 | ÉRD Aréna, Érd Asistență: 0 Arbitri: Fukala, Mohyla |
| 16 aprilie 2021 16:00 | 2×         | Raport  | 5×               | ÉRD Aréna, Érd Asistență: 0 Arbitri: Fukala, Mohyla |

| 18 aprilie 2021 13:00 | Italia                            | 12 – 41 | Ungaria           | ÉRD Aréna, Érd Asistență: 0 Arbitri: Fukala, Mohyla |
| 18 aprilie 2021 13:00 | Dalla Costa, Di Pietro, Rotondo 3 | (5–17)  | Klujber, Lukács 6 | ÉRD Aréna, Érd Asistență: 0 Arbitri: Fukala, Mohyla |
| 18 aprilie 2021 13:00 | 4× 1×                             | Raport  | 1× 2×             | ÉRD Aréna, Érd Asistență: 0 Arbitri: Fukala, Mohyla |

| 17 aprilie 2021 17:00 | România  | 33 – 22 | Macedonia de Nord | Complexul Sportiv Dinamo, București Asistență: 0 Arbitri: Antić, Jakovljević |
| 17 aprilie 2021 17:00 | Neagu 12 | (15–11) | Ristovska 8       | Complexul Sportiv Dinamo, București Asistență: 0 Arbitri: Antić, Jakovljević |
| 17 aprilie 2021 17:00 | 2×       | Raport  | 4× 1×             | Complexul Sportiv Dinamo, București Asistență: 0 Arbitri: Antić, Jakovljević |

| 21 aprilie 2021 17:45 | Macedonia de Nord | 20 – 35 | România | Centrul sportiv „Jane Sandanski”, Skopje Asistență: 0 Arbitri: Praštalo, Balvan |
| 21 aprilie 2021 17:45 | Gjeorgjievska 6   | (10–18) | Moisă 8 | Centrul sportiv „Jane Sandanski”, Skopje Asistență: 0 Arbitri: Praštalo, Balvan |
| 21 aprilie 2021 17:45 | 1×                | Raport  | 3×      | Centrul sportiv „Jane Sandanski”, Skopje Asistență: 0 Arbitri: Praštalo, Balvan |

| 17 aprilie 2021 21:30 | Portugalia | 27 – 32 | Germania        | Pavilhão Gimnodesportivo Municipal, Luso Asistență: 0 Arbitri: Carmaux, Mursch |
| 17 aprilie 2021 21:30 | Lopes 6    | (10–17) | Stockschläder 7 | Pavilhão Gimnodesportivo Municipal, Luso Asistență: 0 Arbitri: Carmaux, Mursch |
| 17 aprilie 2021 21:30 | 3× 1×      | Raport  | 4× 1×           | Pavilhão Gimnodesportivo Municipal, Luso Asistență: 0 Arbitri: Carmaux, Mursch |

| 20 aprilie 2021 17:30 | Germania | 34 – 23 | Portugalia | WESTPRESS arena, Hamm Asistență: 0 Arbitri: Lindenbaum, Laron |
| 20 aprilie 2021 17:30 | Zapf 7   | (15–11) | Sousa 6    | WESTPRESS arena, Hamm Asistență: 0 Arbitri: Lindenbaum, Laron |
| 20 aprilie 2021 17:30 | 4× 1×    | Raport  | 4× 2×      | WESTPRESS arena, Hamm Asistență: 0 Arbitri: Lindenbaum, Laron |

| 16 aprilie 2021 18:00 | Muntenegru | 29 – 23 | Belarus | Bemax Arena, Podgorica Asistență: 0 Arbitri: Backović, Palačković |
| 16 aprilie 2021 18:00 | Jauković 9 | (14–13) | Kulak 8 | Bemax Arena, Podgorica Asistență: 0 Arbitri: Backović, Palačković |
| 16 aprilie 2021 18:00 | 3× 2×      | Raport  | 3× 2×   | Bemax Arena, Podgorica Asistență: 0 Arbitri: Backović, Palačković |

| 20 aprilie 2021 17:00 | Belarus | 24 – 26 | Muntenegru  | Cijouka-Arena, Minsk Asistență: 600 Arbitri: Budzák, Záhradník |
| 20 aprilie 2021 17:00 | Kulak 8 | (11–15) | Radičević 7 | Cijouka-Arena, Minsk Asistență: 600 Arbitri: Budzák, Záhradník |
| 20 aprilie 2021 17:00 | 1× 3×   | Raport  | 2× 1×       | Cijouka-Arena, Minsk Asistență: 600 Arbitri: Budzák, Záhradník |